# (9552) 1985 UY
A (9552) 1985 UY egy kisbolygó a Naprendszerben. Antonín Mrkos fedezte fel 1985. október 24-én.